# Хлорант
Хлорант, или Зеленоцвет (лат. Chloranthus), — род цветковых растений семейства Хлорантовые (Chloranthaceae). Включает около 20 видов, два вида встречаются на территории России.

## Этимология
Латинское название рода происходит от греческих слов χλορος («жёлто-зелёный»), и ανθος («цветок»), по зеленоватой окраске цветков.

## Ботаническое описание
Многолетние или однолетние травы, реже — полукустарники, кустарники или небольшие деревья.
Цветки сидячие, собраны в колосовидное соцветие. Лепестков и чашелистиков нет. Завязь — конической формы, с сидячим притуплённым рыльцем. Тычинки — с толстыми тычиночными нитями, прикреплёнными к завязи, в количестве трёх. У некоторых видов (например, у хлоранта пильчатого) все три тычинки нормально развиты, у других (например, у хлоранта японского) две крайние развиты нормально, а средняя недоразвита.
Плод — мясистая округлая костянка.

## Ареал
Представители рода распространены в Южной, Восточной и Юго-Восточной Азии — от Приамурья и Курильских островов на севере до Шри-Ланки на юго-западе и Новой Гвинеи на юго-востоке. Наибольшее видовое разнообразие отмечается в Китае, где растут 13 видов, девять из которых — эндемики. С территории России известны два вида.

## Значение и применение
Ряд видов хлоранта используют для ароматизации зелёного чая, а хлорант колосковый (Chloranthus spicatus (Thunb.) Makino) иногда культивируют с этой целью в Японии, Китае и странах Индокитая.

## Виды
Род включает следующие виды:
- Chloranthus angustifolius Oliv. — Хлорант узколистный
- Chloranthus ahnuiensis K.F.Wu — Хлорант аньхойский
- Chloranthus erectus (Buch.-Ham.) Verdc. — Хлорант прямостоячий
- Chloranthus fortunei (A.Gray) Solms — Хлорант Форчуна
- Chloranthus glabra (Thunb.) Makino — Хлорант голый
- Chloranthus henryi Hemsl. — Хлорант Генри. Распространён в Китае и, возможно, на Филиппинах
- Chloranthus holostegius (Hand.-Mazz.) S.J.Pei & Shan
- Chloranthus japonicus Siebold — Хлорант японский, в России растёт в Приморье, на юге Приамурья и южных Курилах
- Chloranthus multistachys S.J.Pei — Хлорант многоколосый
- Chloranthus nervosus Collett ex Hemsl. — Хлорант жилковатый
- Chloranthus officinalis Blume — Хлорант лекарственный
- Chloranthus oldhamii Solms — Хлорант Олдема
- Chloranthus serratus (Thunb.) Roem. & Schult. — Хлорант пильчатый. Китай, Корейский полуостров, Япония. Для России — очень редкое растение, встречается только на острове Кунашир; с 1970-х годов вид считался в России исчезнувшим, в 2014 году был снова обнаружен на Кунашире[5]. Растение занесено в Красную Книгу России и Красную книгу Сахалинской области
- Chloranthus sessilifolius K.F.Wu — Хлорант сидячелистный
- Chloranthus spicatus (Thunb.) Makino — Хлорант колосковый [syn.  Chloranthus inconspicuus Sw. typus[6]]
- Chloranthus tianmushanensis K.F.Wu — Хлорант тяньмушаньский